# David Spade
David Wayne Spade (Birmingham, Michigan, 22 de juliol de 1969) és un actor còmic estatunidenc.

## Biografia
És originari de la localitat de Birmingham, Michigan. Va créixer a Scottsdale, Arizona. Es va graduar a la Universitat Estatal d'Arizona amb un títol en negocis el 1986.
Spade va ser motivat per amics per començar la seva carrera d'actor, integrant-se en Saturday Night Live el 1990. Es va fer popular pel seu sarcasme. Interpreta a diversos personatges en els seus diferents esquetxos. El seu personatge més famós és de reporter de Hollywood. Com la majoria de l'elenc, va renunciar l'any 1995, des de llavors ha estat ajudant a la transició del nou elenc. Va tornar a fer aparicions esporàdiques en un episodi el 1997 i un altre el 2005.
Spade ha tingut un èxit raonable en la seva carrera en cinema, gràcies al seu treball en Saturday Night Live. El 1997, va reinterpretar el seu rol de sarcàstic recepcionista en la sèrie Just Shoot Me. També ha posat la seva veu a èxits de taquilla com L'emperador i les seves bogeries, on el seu estil sarcàstic va ser pres com a ideal per al rol de l'emperador Kuzco. Últimament ha participat en pel·lícules com Joe Dirt i The Benchwarmers, compartint actuacions amb companys de les velles glòries d'SNL, com Jon Lovitz.

### Vida privada
L'any 1992, David Spade va sortir amb l'actriu americana Kelli McCarty. L'any 1993, va tenir una relació amorosa amb l'actriu americana Jennifer Rubin. De febrer a maig de 1996, David ha estat en parella amb l'actriu Bobbie Phillips. De maig de 1996 a 1997, ha sortit amb l'actriu Kristy Swanson. De 1998 a 1999, va tenir un idil·li amb l'actriu estatunidenca Lara Flynn Boyle. De 2000 a 2001, ha mantingut una relació amb l'actriu i portaveu britànica Stacey Hayes, 12 anys més jove.
De 2001 a 2002, ha estat en parella amb l'actriu Krista Allen. L'any 2002, va sortir amb la model eròtica estatunidenca Caprice Bourret. De setembre 2002 a 2003, ha estat en parella amb l'actriu estatunidenca Julie Bowen. De 2003 a 2004, ha sortit amb l'actriu americana Brittany Daniel, 12 anys més jove. L'any 2004, va tenir una breu relació amb l'actriu americana Sara Foster, 17 anys més jove. L'any 2004, amb l'actriu canadenca Jillian Barberie.
De març a setembre de 2006, ha estat en parella amb l'actriu americana Heather Locklear. Entre abril de 2007 i gener de 2008, va sortir amb l'actriu australiana Nicky Whelan, 17 anys més jove. D'octubre a desembre de 2007, va tenir una relació tumultuosa amb la model eròtica americana Jillian Grace, 21 anys més jove. El 26 d'agost de 2008, Jillian té el seu únic fill, una nena anomenada Harper Spade. De novembre de 2008 a 2009, ha estat en parella amb l'actriu britànica Nicollette Sheridan. El juliol de 2011, la premsa mediàtica revela la seva relació amb la personalitat de tele-realitat americana Jasmine Waltz, 18 anys més jove. De març a agost 2017, ha estat en parella amb l'actriu americana Naya Rivera, 23 anys més jove.
Els tabloides li han atribuït igualment relacions amb l'actriu americana Carmen Electra l'agost de 2006, amb l'actriu estatunidenco-canadenca Pamela Anderson el juliol de 2007 i amb la model Kaitlyn Carter el juliol 2012, 24 anys més jove.

## Filmografia
| Any  | Pel·lícula                                                | Paper                         | Notes            |
| ---- | --------------------------------------------------------- | ----------------------------- | ---------------- |
| 1987 | Police Academy 4: Citizens on Patrol                      | Kyle                          |                  |
| 1992 | Possibilitat d'escapar                                    | Theological Cokehead          |                  |
| 1993 | Coneheads                                                 | Eli Turnbull                  |                  |
| 1994 | Reality Bites                                             | The "Wienerschnitzel" Manager |                  |
| 1994 | PCU                                                       | Rand McPherson                |                  |
| 1995 | Tommy Boy                                                 | Richard Hayden                | MTV Movie Awards |
| 1996 | Black Sheep                                               | Steven "Steve" Dodds          |                  |
| 1996 | A Very Brady Sequel                                       | Sergio                        |                  |
| 1996 | Beavis and Butt-Head Do America                           | Veu                           |                  |
| 1997 | 8 caps dins una bossa de viatge (8 Heads in a Duffel Bag) | Ernest "Ernie" Lipscomb       |                  |
| 1998 | Senseless                                                 | Scott Thorpe                  |                  |
| 1998 | Rugrats (The Rugrats Movie)                               | Ranger Frank "Franklin"       | Veu              |
| 1998 | Jerome                                                    | Executive Producer            |                  |
| 1999 | Lost & Found                                              | Dylan Ramsey                  |                  |
| 2000 | Un perdedor amb sort (Loser)                              | The Video Store Clerk         |                  |
| 2000 | The Emperor's New Groove                                  | Emperor Kuzco / Llama Kuzco   | Veu              |
| 2001 | La bruta història de Joe Porc (Joe Dirt)                  | Joseph "Joe" Dirt             |                  |
| 2003 | Dickie Roberts: Former Child Star                         | Dickie Roberts                |                  |
| 2005 | Heroi de ratlles (Racing Stripes)                         | Scuzz                         | Veu              |
| 2005 | Lil' Pimp                                                 | Principal Nixon               |                  |
| 2005 | Kronk's New Groove                                        | Emperor Kuzco                 | Veu              |
| 2006 | Grandma's Boy                                             | Shilo                         |                  |
| 2006 | The Benchwarmers                                          | Richie Goodman                |                  |
| 2010 | Grown Ups                                                 | Marcus Higgins                |                  |
| 2011 | Jack & Jill                                               | Damien Farley / Monica        |                  |
| 2012 | Hotel Transylvania                                        | Griffin the Invisible Man     | Veu              |
| 2013 | Grown Ups 2                                               | Marcus Higgins                |                  |

## Premis i nominacions

### Nominacions
- 1990. Emmy al millor guió en programa musical o varietats per Saturday Night Live
- 1991. Emmy al millor guió en programa musical o varietats per Saturday Night Live
- 1993. Emmy al millor guió en programa musical o varietats per Saturday Night Live
- 1999. Globus d'Or al millor actor secundari en sèrie, minisèrie o telefilm per Just Shoot Me!
- 1999. Emmy al millor actor secundari en sèrie còmica per Just Shoot Me!
- 2000. Globus d'Or al millor actor secundari en sèrie, minisèrie o telefilm per Just Shoot Me!